# Xinzhuang, Anhui
Xinzhuang (kinesiska: 新庄) är en köping i östra Kina. Den ligger i Xiao härad i staden Suzhou i provinsen Anhui, omkring 290 kilometer norr om provinshuvudstaden Hefei. Antalet invånare är 60067. Befolkningen består av 30 382 kvinnor och 29 685 män. Barn under 15 år utgör 21,0 %, vuxna 15-64 år 66 %, och äldre över 65 år 11,0 %.